# Campeonato Amazonense de Futebol de 2017 - Segunda Divisão (Edição Extra)
A Segunda Divisão do Campeonato Amazonense de Futebol de 2017 foi uma segunda edição do estadual amazonense de futebol. Isso se deve ao fato de não ter tido uma disputa em 2016; houve então uma edição no início do ano para completar as vagas que faltavam na Série A (vagas deixadas pelo Nacional Borbense que foi rebaixado da edição de 2016 e do Iranduba e Penarol que não disputaram a Série A de 2016, deixando três vagas em aberto). As vagas foram preenchidas por Holanda e Penarol, campeão e vice-campeão respectivamente. Após essa primeira edição da série B, a divisão de elite foi disputada e teve como rebaixados as equipes Holanda e São Raimundo-AM. Essas duas vagas que restaram na Série A de 2018 serão preenchidas pelos dois melhores colocados desta edição extra da competição. A partir do ano que vem, isso torna a se regularizar. Muitas pessoas tratam esta edição como a Série B de 2018, por achar que será como no início desse ano. Em documentos oficiais da FAF trata a mesma competição como uma de 2017. 

## Regulamento
A competição será realizada em três fases, nos mesmos moldes das últimas edições da Primeira Divisão. A primeira fase é disputada em turno único, de forma classificatória e de pontos corridos, onde todos jogam contra todos em 8 datas. Os quatro primeiros colocados da primeira fase avançam para a segunda, que são as Semifinais, disputadas em jogos de ida e volta. Os vencedores se classificam para a Primeira Divisão em 2018 e jogam a grande Final em jogo único.

### Sul América
Inicialmente, o campeonato contaria com a presença de 6 (seis) equipes, porém, no dia 2 de outubro de 2017, o Sul América desistiu da competição por falta de patrocínio. Com isso, o regulamento permaneceu o mesmo, com a exceção de que os times que enfrentariam o Sul América em cada rodada, folgam na mesma.